# Denny Rehberg

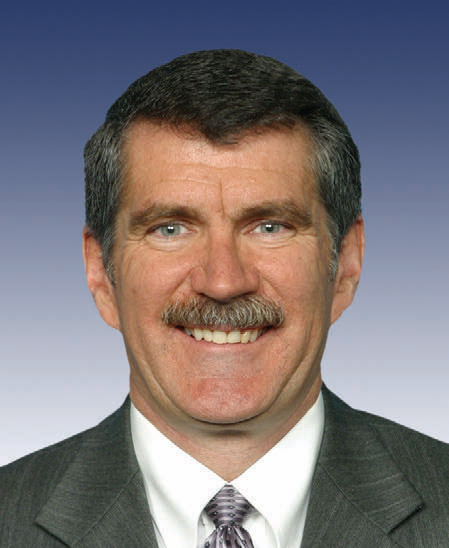
Denny Rehberg

Dennis „Denny“ Rehberg (* 5. Oktober 1955 in Billings, Montana) ist ein US-amerikanischer Politiker. Von 2001 bis 2013 vertrat er den Bundesstaat Montana im US-Repräsentantenhaus. Bei den Wahlen zum US-Senat 2012 unterlag er dem Amtsinhaber Jon Tester.

## Frühe Jahre und politischer Aufstieg
Denny Rehberg besuchte die West High School in Billings und dann bis 1977 die Washington State University. Nach seiner Studienzeit wurde er ein erfolgreicher Rancher. Auf seiner Rehberg Ranch bei Billings züchtet er Vieh und Kaschmirziegen. Rehberg ist Mitglied der Republikanischen Partei. Zwischen 1977 und 1979 arbeitete er in der Verwaltung des Senats von Montana; zwischen 1979 und 1982 war er Mitarbeiter des Kongressabgeordneten Ron Marlenee.

## Politische Laufbahn
In den Jahren 1984 bis 1991 saß Rehberg als Abgeordneter im Repräsentantenhaus von Montana. Dort setzte er sich für eine Haushaltskonsolidierung ohne Steuererhöhungen ein. Anschließend wurde er als Nachfolger des zurückgetretenen Allen Kolstad zum Vizegouverneur von Montana ernannt. Damit war er zwischen 1991 und 1996 Stellvertreter der Gouverneure Stan Stephens und Marc Racicot. In dieser Zeit bereiste er jährlich alle 56 Bezirke des Staates und war Vorsitzender mehrerer Ausschüsse. Im Jahr 1996 bewarb sich Rehberg erfolglos um einen Sitz im US-Senat; er unterlag dabei dem demokratischen Amtsinhaber Max Baucus.
Bei den Kongresswahlen des Jahres 2000 wurde Denny Rehberg als Nachfolger von Rick Hill in das US-Repräsentantenhaus gewählt. Er setzte sich mit 51,5 Prozent der Stimmen gegen die Demokratin Nancy Keenan durch. Rehberg trat sein neues Mandat am 3. Januar 2001 an. Nach mehreren Wiederwahlen (zuletzt 2010 mit 60,3 Prozent der Stimmen) übte er es bis zum 3. Januar 2013 aus. Bei der Wahl 2012 trat er nicht mehr für sein Mandat an, sondern bewarb sich um den Posten des US-Senators seines Bundesstaates. Er unterlag dem demokratischen Amtsinhaber Jon Tester bei den Senatswahlen 2012. Rehberg erwägt derzeit eine erneute Kandidatur für den US-Senat 2014, da der dann zur Wahl stehende Senatssitz der durch den angekündigten Rückzug des bisherigen Amtsinhabers Max Baucus zu einem offenen Sitz ohne Amtsinhaber wird.
Denny Rehberg ist mit Jan Rehberg verheiratet, mit der er drei Kinder hat.